# Атанас Раздолов
Атанас Раздолов, известен като Дядо Раздолчо и А. Смерчо, е български революционер, деец на Вътрешната македоно-одринска революционна организация, общественик и поет, приел идеите на социализма и анархизма.

## Биография
Атанас Раздолов е роден през 1872 година в Пехчево, тогава в Османската империя. Според други източници е роден в Берово. Още като младеж напуска родното си място и се установява в Кюстендил, където завършва Държавното педагогическо училище през 1895 година. Член е и на македонското дружество в града. Първите му статии, стихове и брошури с теми от революционната борба се изпращат чрез куриери на Вътрешната македоно-одринска революционна организация във вътрешността на Македония.
После се премества в София, където остава близък на революционното дело. През 1901 година Атанас Раздолов, в отворено писмо до председателя на Върховния македоно-одрински комитет Борис Сарафов, се изказва остро против Княз Фердинанд I, за което е и арестуван. Атанас Раздолов се присъединява и към създадената от Васил Главинов Македоно-одринска социалдемократическа група. Евтим Спространов коментира Раздоловото писмо така:
| „ | Снощи Раздолов в кафе „Македония“ удари шамар на Никола Наумов, защото го подигра в „Право“ по случай Раздоловото идиотско писмо… Раздолов е полулуд, пияница и храненик на бившия Комитет. Занимава се и с шантаж. Събрал в Кюстендил доста пари за делото, но и злоупотребил 500 лева. | “ |

След овладяването на ВМОК от генерал Иван Цончев на Деветия конгрес Раздолов развива просарафистка кампания в Кюстендилското дружество на организацията. Раздолов се присъединява към крайното ляво течение на ВМОРО. Върховистът Михаил Думбалаков пише:
| „ | Харлаковци, Харизановци, Хаджидимовци, Страшимировци и др., чиито другар по идеи бе и фамозният побъркан циник Дядо Раздолчо, се домогваха да отклонят движението от ясния му и единствен път. Те се опитваха да тласнат освободителната борба в глухите странични училички на сепаратизма, федерализма, социализма и въобще по стръмните пътеки на безкрайните „изми“, които почваха и свършваха при неопрадваните амбиции на техните автори. | “ |

Атанас Раздолов участва в Балканската война и Междусъюзническата война в редовете на Македоно-одринското опълчение. Зачислен е във 2-ра бригада на Седма Кумановска дружина, където негов командир е подпоручик Димитър Светогорски, за който Раздолов пише песен след смъртта му на 22 юни 1913 година при „Султан тепе“.
След войната в 1914 година издава „Бъдещето на Балканския полуостров“, книга с македонистко съдържание, в която пише:
| „ | Всички пътища водеха към автономията на Македония, към тържеството на девиза „Македония за македонците“, т.е. всеки да има еднакви права на гражданин и да живее свободен живот – такъв, какъвто се е родил, а не сърбинът да го прави насила сърбин, гъркът – грък, българинът – българин, а влахът – влах. | “ |

Самоубива се през 1931 година в София поради тежко финансово положение. Атанас Раздолов е автор на 15 книги, сред които „Песните на въстаника“ издадена в 1895, „Кървавият изток и бездушна Европа“ (1889), „Пред министерските врати“ (1907), „Бъдещето на Балканския полуостров“ (1914). Атанас Раздолов е главен герой в радио-пиесата „Анархист на перото“ на Владимир Плавевски.
Петър Карчев пише за Раздолов:
| „ | Един от подражателите на Чичо Стоян беше известният Раздолчо. Той беше човек с чисто минало. Революционер и учител, възторжен почитател и близък другар на Гоце Делчев. Емигрирането му обаче в София му бе донесло разочарование. Мизерията го тласкаше да пие, а пиянството го тласкаше все по-дъблоко в тинята на мизерията. И понеже беше горд и даровит, почва да се нахвърля язвително върху редица дейци, които прекарваха времето си в софийските шантани, вместо да влизат с риск на живота си в Македония. Той хапеше тези революционери без пощада чрез циничните си стихове. Поезия не можеше да се търси в неговите стихотворни нападки, зад тях се криеше дълбокото огорчение на един честен, но пропаднал революционер, римите на когото поразяваха често пъти с наглия си цинизъм. | “ |